# Fundació MACBA
La Fundació MACBA és una fundació creada el 1987 per un grup de 30 empreses i 33 particulars, sota el guiatge de Leopold Rodés, primer president de la Fundació. La seva actual presidenta és Ainhoa Grandes.

## Història
Aquest grup de persones i empreses es van unir per tal de col·laborar en la constitució del Museu d'Art Contemporani de Barcelona i contribuir a la creació d'un fons d'art com a futura col·lecció permanent. L'any 1988, la Fundació MACBA, juntament amb la Generalitat de Catalunya i l'Ajuntament de Barcelona, van crear el Consorci MACBA, al qual es va incorporar el Ministerio de Cultura el 2007.
Actualment el MACBA és una aliança publicoprivada pionera en el sector de l'art i ha esdevingut un model de referència en un context de crisi.

## Col·lecció
La col·lecció de la Fundació MACBA és la columna vertebral de la Col·lecció MACBA i precedeix la inauguració del Museu d'Art Contemporani de Barcelona l'any 1995. La col·lecció de la Fundació està formada per 1.699 obres que, sumades a les de la Col·lecció MACBA, fan un total de 4.674 obres. El nucli fonamental d'aquestes obres pivota al voltant dels anys seixanta i setanta, que representen el trencament de les avantguardes de la segona meitat del segle xx.
Tanmateix, la col·lecció s'ha especialitzat en artistes emergents des d'una perspectiva que situa les aportacions d'artistes catalans i espanyols en el context internacional. És, bàsicament, una col·lecció pensada per llegir el pas del segle xx al segle XXI. La Fundació MACBA ha adquirit obres a proposta dels directors del MACBA comptant sempre amb l'assessorament d'un comitè d'experts en art contemporani de reputació internacional. Des de l'acord signat per Isidre Fainé, president de ”la Caixa” i de la Fundació la Caixa, i Leopoldo Rodés, president de la Fundació MACBA, al juliol del 2010, per unir les dues col·leccions d'art contemporani, totes dues institucions tenen un comitè assessor de compres únic.

## Comitè assessor
El comitè està format per Vicente Todolí (exdirector de la Tate Modern), Ivo Mesquita (director de la Pinacoteca de São Paulo), Paul Schimmel (conservador en cap del MOCA de Los Angeles), Joanna Mytkowska (directora del Museum of Modern Art de Varsòvia), Chris Dercon (director de la Tate Modern) i Suzanne Ghez (directora de la Renaissance Society de la Universitat de Chicago).